# 카우사이차우섬

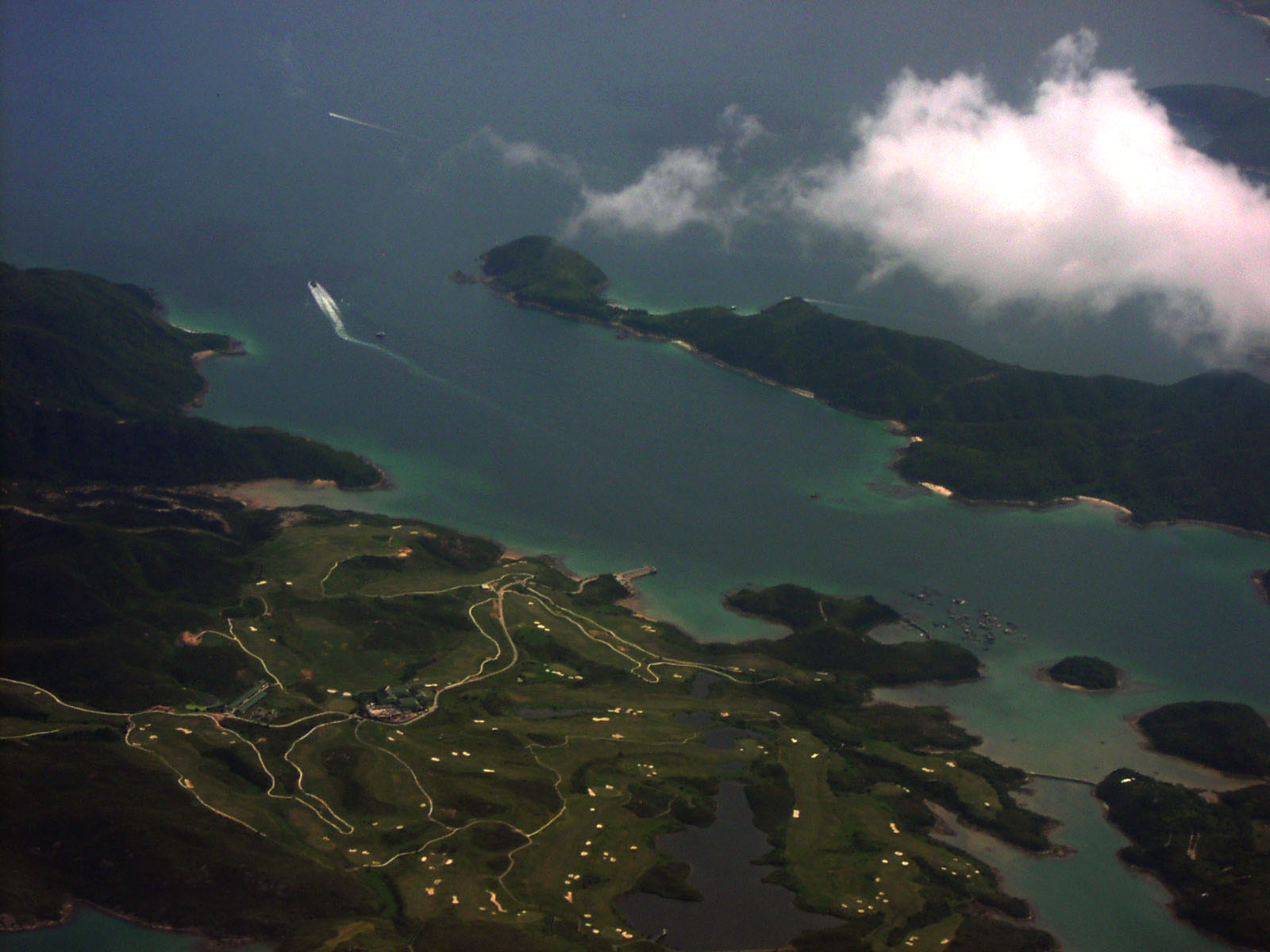
카우사이차우섬에 있는 골프장. 임틴차이와 방파제가 우측 하단에 보인다. 가운데 우측에 있는 섬은 샤프섬(Sharp Island)이다.

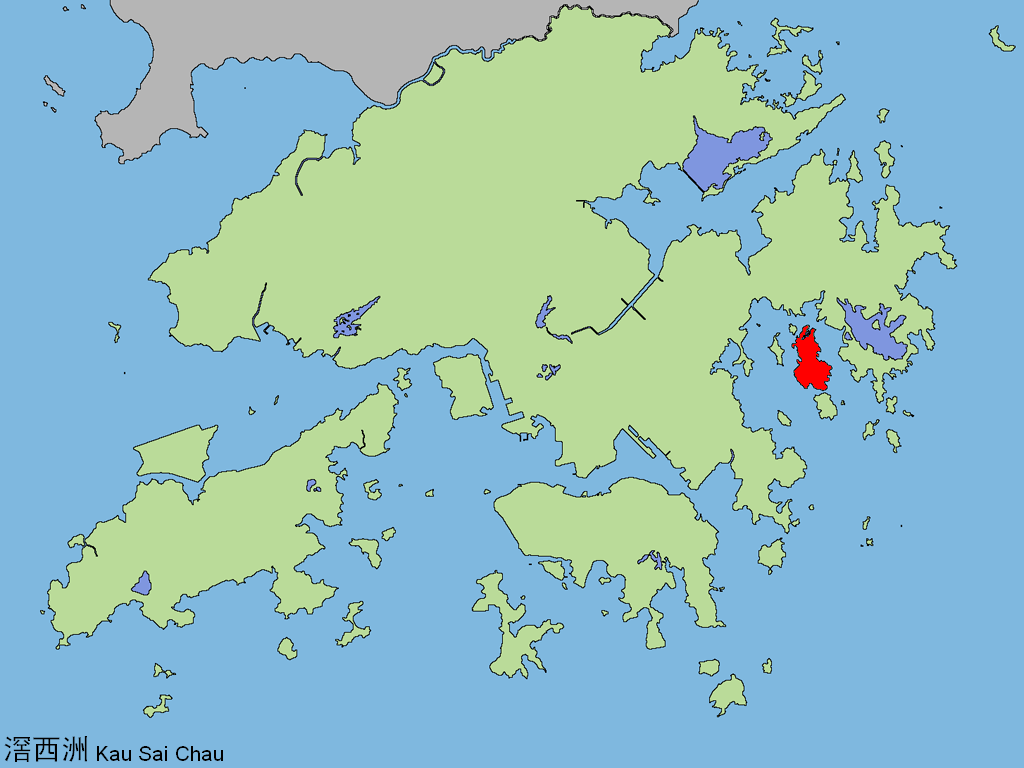
카우사이차우섬의 위치 지도

카우사이차우섬(Kau Sai Chau, 滘西洲)은 홍콩 신계 사이궁반도 인근에 있는 섬으로 면적은 6.7km2, 가장 높은 고도는 216m다. 행정구역 소속은 사이궁구다. 홍콩에서 란터우섬, 홍콩섬, 첵랍콕섬, 라마섬, 칭이섬 다음으로 가장 큰 섬이다.

## 교통
페리가 사이궁시와 카우사이차우섬의 골프장 페리 부두를 잇는다. 홍콩경마클럽이 1시간에 3번 오고 가는 솔라 세일러 페리를 운영한다.